# Taran Grant
Taran Grant es un herpetólogo canadiense.

## Vida académica
Grant se graduó como Licenciado en Biología en la Universidad del Valle en Cali, Colombia en 1998. Obtuvo la maestría de la Universidad Columbia en Nueva York, en Política Ambiental con la tesis "The Phylogeny of Poison Dart Frogs (Amphibia: Anura: Dendrobatidae)". En 2005, bajo la dirección de Darrel R. Frost obtuvo el Doctorado en Ecología y Biología Evolutiva.
Trabajó en el American Museum of Natural History y en la Pontifícia Universidade Católica do Rio Grande do Sul, en Brasil, desarrollando investigaciones sobre la filogenia del género de murciélagos Anoura. Desde 2011 es profesor de la Universidad de São Paulo.

## Obra

### Algunas publicaciones
- Grant, Acosta-Galvis, Rada. 2007. A name for the species of Allobates (Anura: Dendrobatoidea: Aromobatidae) from the Magdalena Valley of Colombia. Copeia 4: 844-854.[3]

## Taxones descriptos
- Adelphobates Grant, Frost, Caldwell, Gagliardo, Haddad, Kok, Means, Noonan, Schargel & Wheeler, 2006
- Allobates alessandroi (Grant & Rodriguez, 2001)
- Allobates melanolaemus (Grant & Rodriguez, 2001)
- Allobates niputidea Grant, Acosta-Galvis & Rada, 2007
- Allobatinae Grant, Frost, Caldwell, Gagliardo, Haddad, Kok, Means, Noonan, Schargel & Wheeler, 2006
- Alsodinae Mivart, 1869
- Amietophrynus Frost, Grant, Faivovich, Bain, Haas, Haddad, de Sá, Channing, Wilkinson, Donnellan, Raxworthy, Campbell, Blotto, Moler, Drewes, Nussbaum, Lynch, Green & Wheeler, 2006
- Anomaloglossinae Grant, Frost, Caldwell, Gagliardo, Haddad, Kok, Means, Noonan, Schargel & Wheeler, 2006
- Anomaloglossus atopoglossus (Grant, Humphrey & Myers, 1997)
- Anomaloglossus Grant, Frost, Caldwell, Gagliardo, Haddad, Kok, Means, Noonan, Schargel & Wheeler, 2006
- Aromobatidae Grant, Frost, Caldwell, Gagliardo, Haddad, Kok, Means, Noonan, Schargel & Wheeler, 2006
- Aromobatinae Grant, Frost, Caldwell, Gagliardo, Haddad, Kok, Means, Noonan, Schargel & Wheeler, 2006
- Colostethus lynchi Grant, 1998
- Colostethus ucumari Grant, 2007
- Duttaphrynus Frost, Grant, Faivovich, Bain, Haas, Haddad, de Sá, Channing, Wilkinson, Donnellan, Raxworthy, Campbell, Blotto, Moler, Drewes, Nussbaum, Lynch, Green & Wheeler, 2006
- Eleutherodactylus cochranae Grant, 1932
- Eleutherodactylus cooki Grant, 1932
- Eleutherodactylus karlschmidti Grant, 1931
- Feihyla Frost, Grant, Faivovich, Bain, Haas, Haddad, de Sá, Channing, Wilkinson, Donnellan, Raxworthy, Campbell, Blotto, Moler, Drewes, Nussbaum, Lynch, Green & Wheeler, 2006
- Hyloxalinae Grant, Frost, Caldwell, Gagliardo, Haddad, Kok, Means, Noonan, Schargel & Wheeler, 2006
- Hyloxalus fascianigrus (Grant & Castro-Herrera, 1998)
- Hyloxalus saltuarius (Grant & Ardila-Robayo, 2002)
- Ingerophrynus Frost, Grant, Faivovich, Bain, Haas, Haddad, de Sá, Channing, Wilkinson, Donnellan, Raxworthy, Campbell, Blotto, Moler, Drewes, Nussbaum, Lynch, Green & Wheeler, 2006
- Litoria michaeltyleri Frost, Grant, Faivovich, Bain, Haas, Haddad, de Sá, Channing, Wilkinson, Donnellan, Raxworthy, Campbell, Blotto, Moler, Drewes, Nussbaum, Lynch, Green & Wheeler, 2006
- Poyntonophrynus Frost, Grant, Faivovich, Bain, Haas, Haddad, de Sá, Channing, Wilkinson, Donnellan, Raxworthy, Campbell, Blotto, Moler, Drewes, Nussbaum, Lynch, Green & Wheeler, 2006
- Pseudepidalea Frost, Grant, Faivovich, Bain, Haas, Haddad, de Sá, Channing, Wilkinson, Donnellan, Raxworthy, Campbell, Blotto, Moler, Drewes, Nussbaum, Lynch, Green & Wheeler, 2006
- Rheobates Grant, Frost, Caldwell, Gagliardo, Haddad, Kok, Means, Noonan, Schargel & Wheeler, 2006
- Rhinella ruizi (Grant, 2000)
- Silverstoneia Grant, Frost, Caldwell, Gagliardo, Haddad, Kok, Means, Noonan, Schargel & Wheeler, 2006
- Synophis plectovertebralis Sheil & Grant, 2001
- Vandijkophrynus Frost, Grant, Faivovich, Bain, Haas, Haddad, de Sá, Channing, Wilkinson, Donnellan, Raxworthy, Campbell, Blotto, Moler, Drewes, Nussbaum, Lynch, Green & Wheeler, 2006

## Honores

### Taxones epónimos
- Allobates granti (Kok, MacCulloch, Gaucher, Poelman, Bourne, Lathrop & Lenglet, 2006)

## Abreviatura (zoología)
La abreviatura Grant  se emplea para indicar a Taran Grant como autoridad en la descripción y taxonomía en zoología.